# Мемориальный музей Г.С. Сковороды
Мемориальный музей Г. С. Сковороды — музей в городе Переяславе Киевской области, посвящённый жизни и творческой деятельности Григория Саввича Сковороды. Расположен в здании бывшего Переяславского коллегиума по улице Сковороды, 52, которое обладает статусом памятника архитектуры.

## История
Григорий Сковорода был преподавателем в Переяславском коллегиуме. В период этой работы он написал значимую часть своих произведений, в том числе «Сад божественных песен». В конце XVIII века помещение бывшего коллегиума стало духовной семинарией. Бывший коллегиум, который был построен в середине XVIII века, признан памятником архитектуры национального значения, был построен в стиле украинского барокко.
В 1972 году в этом здании по указу правительства Украины был открыт музей Григория Сковороды.

## Экспозиция
Музейная экспозиция рассказывает о жизни Григория Сковороды и его творческой деятельности. Есть экспонаты, которые относятся к истории Переяславского коллегиума.
Одна из экспозиций посвящена жизни Г. С. Сковороды в Переяславе, представлен портрет поэта, выполненный в конце XVIII века. Среди экспонатов музея есть и музыкальные инструменты, на которых играл художник — скрипка, бандура, цимбалы, лира.
В экспозиции музея представлена мебель XVIII века, которая когда-то была расположена в имении Томар. Это имение посещал Г. С. Сковорода, так как когда-то работал домашним учителем в доме помещика Степана Томары в селе Каврае. Среди мебели — кресла, диван, стол, лампа-торшер, картина XVIII века «Ярмарка», которая была выполнена художником Гагеном.
В мемориальном музее воссоздали ту обстановку, которая была в классе поэтики несколько столетий назад. Здесь стоят столы и скамьи, есть классная доска. На стенах размещены иконы: «Бог Саваоф», «Матерь Божия», «Коронование Девы Марии». На столах разложены книги, а у дверей вешалка с одеждой студентов. В этом же помещении расположена скульптура Г. С. Сковороды, выполненная Иваном Кавалеридзе.
В музее есть помещение, в котором была воссоздана обстановка комнаты учителя. Кровать расположена в углу, на ней лежит кожаная подушка и домотканое покрывало. Секретер и стул расположены напротив двери. На секретере стоит глобус, есть подсвечник и рукописи произведений поэта. Среди рукописей можно увидеть текст сатирической песни «Всякому городу нрав и права». На скамье стоит посуда: миски, медная кружка.
В музее воссоздан интерьер библиотеки бывшего коллегиума. Здесь есть старинные шкафы с книгами, которые датируются XVI—XIX веками. Здесь есть издание «Атласа Российской империи» 1745 года, книги на французском языке «Басни Ла-Фонтена» 1675 года, «Письма малоизвестных особ», которые датируются 1598 годом, «Основ философии и логики» 1557 года на латыни. Есть книги, которые читал Григорий Сковорода: произведения Ломоносова, Горация, Плутарха, Марка Аврелия, Руссо, Прокоповича.
В экспозиции хранится факсимильное издание Пересопницкого Евангелия, которое подарил музею Блаженный Митрополит Киевский и всея Украины Владимир.
Вход в музей платный. Стоимость взрослого билета составляет 20 гривен, детского билета — 10 гривен. Музей открыт с 09:00 до 17:00, понедельник и вторник — выходные дни.

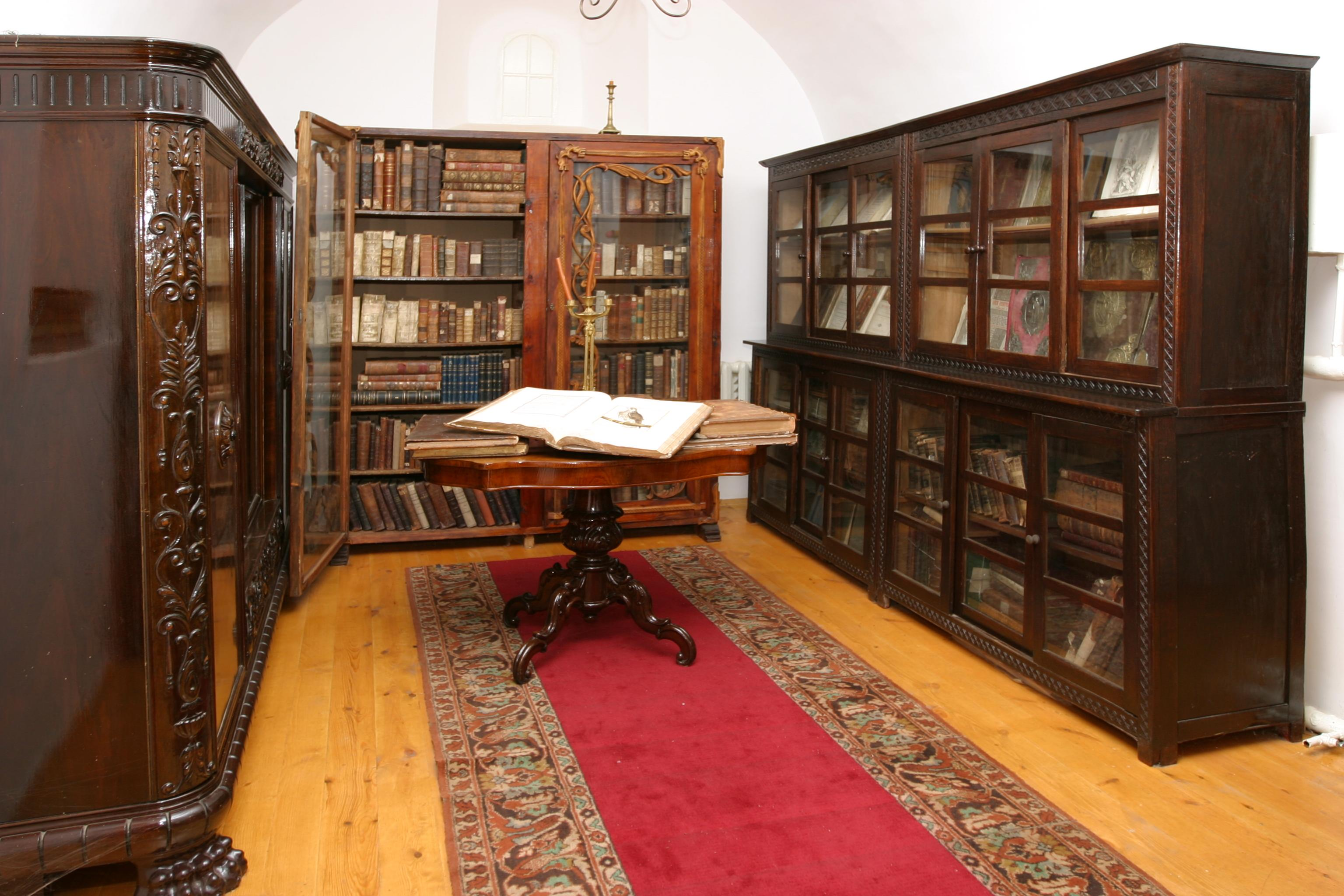
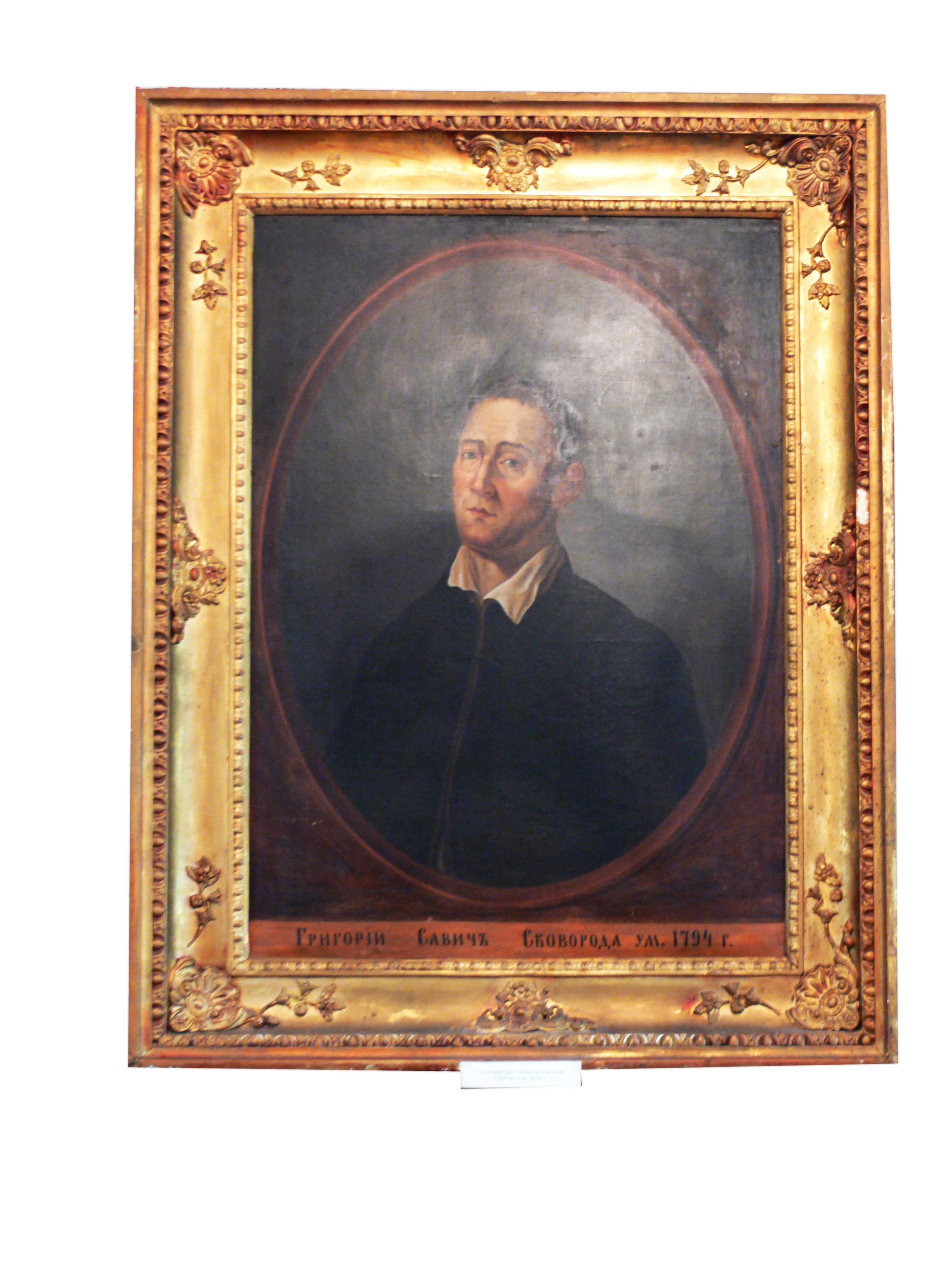
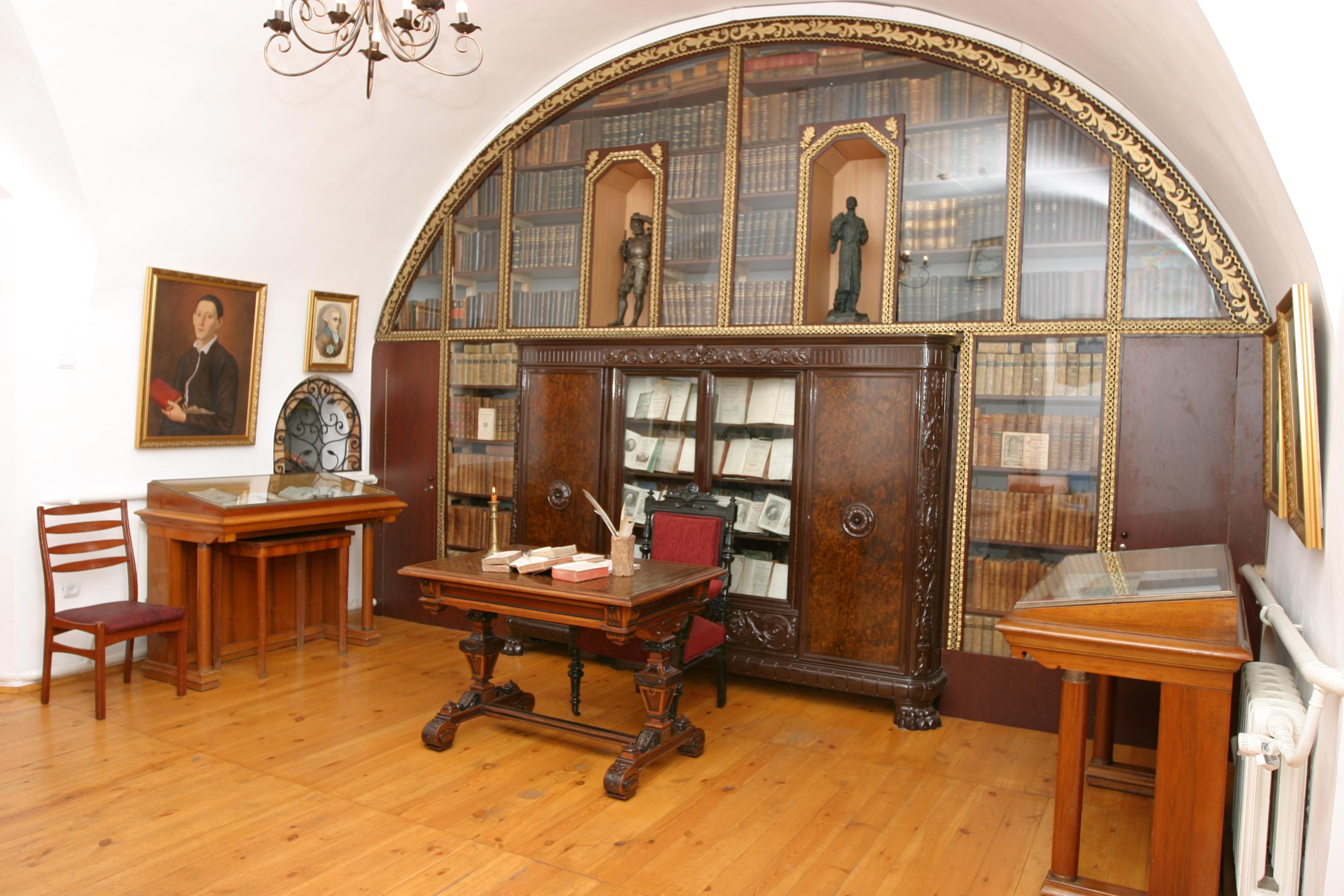
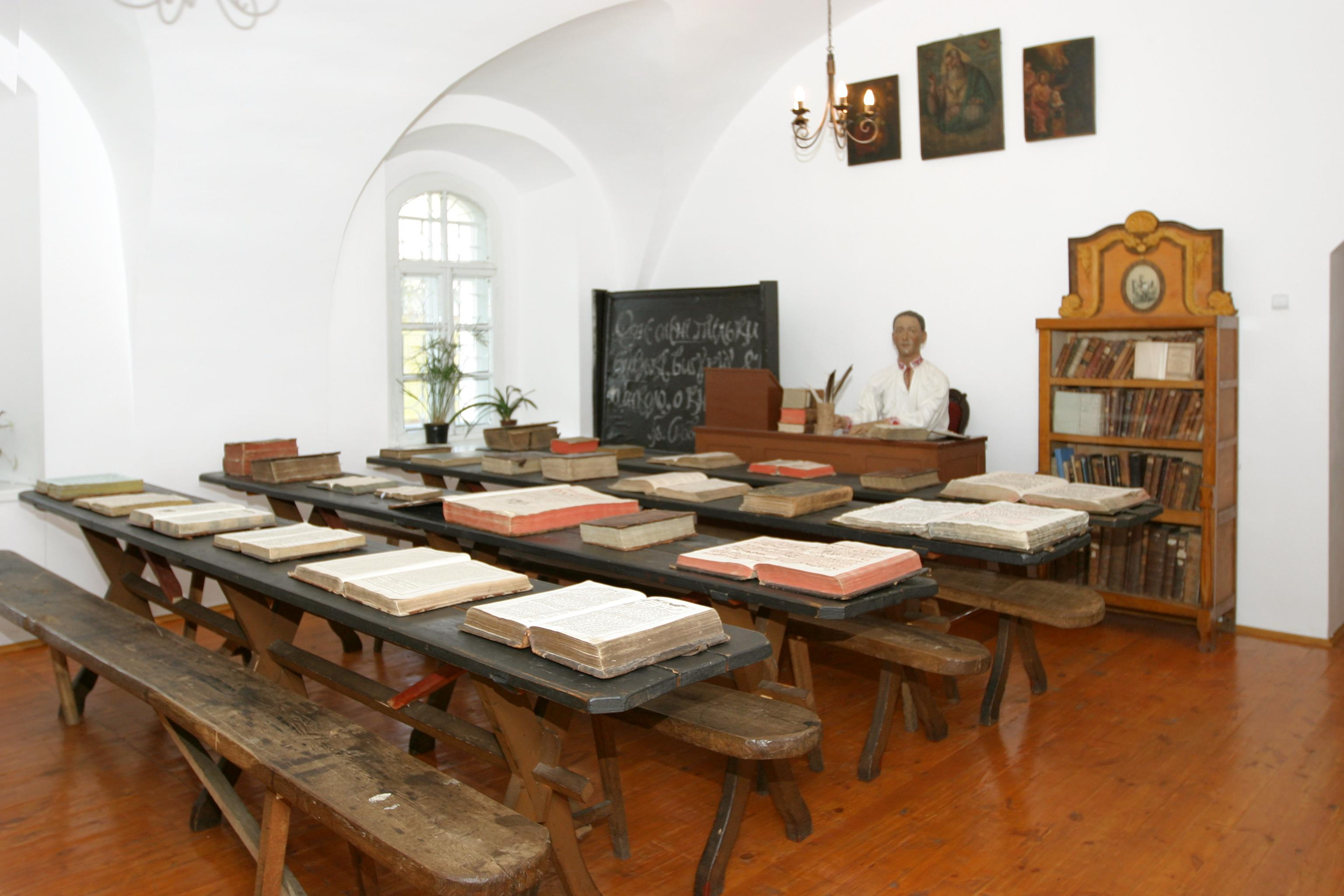